# Travisia elongata
Travisia elongata är en ringmaskart som beskrevs av Grube 1866. Travisia elongata ingår i släktet Travisia och familjen Opheliidae. Inga underarter finns listade i Catalogue of Life.